# سخنین
سخنین (به لاتین: Sakhnin; عبری: סַחְ'נִין یا סִכְנִין) شهری عرب‌نشین در استان شمال اسرائیل است. در سال ۲۰۱۶ جمعیت این شهر ۲۹٬۸۵۶ نفر بود.